# Parafia Matki Bożej Anielskiej w Skolimowie
Parafia Matki Bożej Anielskiej w Skolimowie – rzymskokatolicka parafia należąca do dekanatu grodziskiego, archidiecezji warszawskiej, metropolii warszawskiej Kościoła katolickiego, w Konstancinie-Jeziornie, w dzielnicy Skolimów. Obsługiwana przez księży diecezjalnych.

## Historia
Parafia została erygowana w 1923. 

### Kościół parafialny
Obecny kościół parafialny pochodzi z 1903–1906; wybudowany według projektu Bronisława Brochwicz-Rogoyskiego i Władysława Kossowskiego, neogotycki.

## Duszpasterze
Poprzedni proboszczowie: ks. Szczepan Banasiak, ks. Czesław Malinowski, ks. Tadeusz Kowalik.

## Obszar parafii

### Miejscowości i ulice
W granicach parafii znajdują się miejscowości:
- Skolimów,
- Skolimów wieś,
- Skolimów C,
- Czarnów wieś,
- Chylice,
- Wierzbno.